# Deportes en Uruguay
El deporte con más seguidores en Uruguay es el fútbol. También gozan de mucha popularidad el baloncesto en segundo lugar, en tercero el ciclismo, el boxeo cuarto, el rugby quinto y en sexto lugar el voleibol.

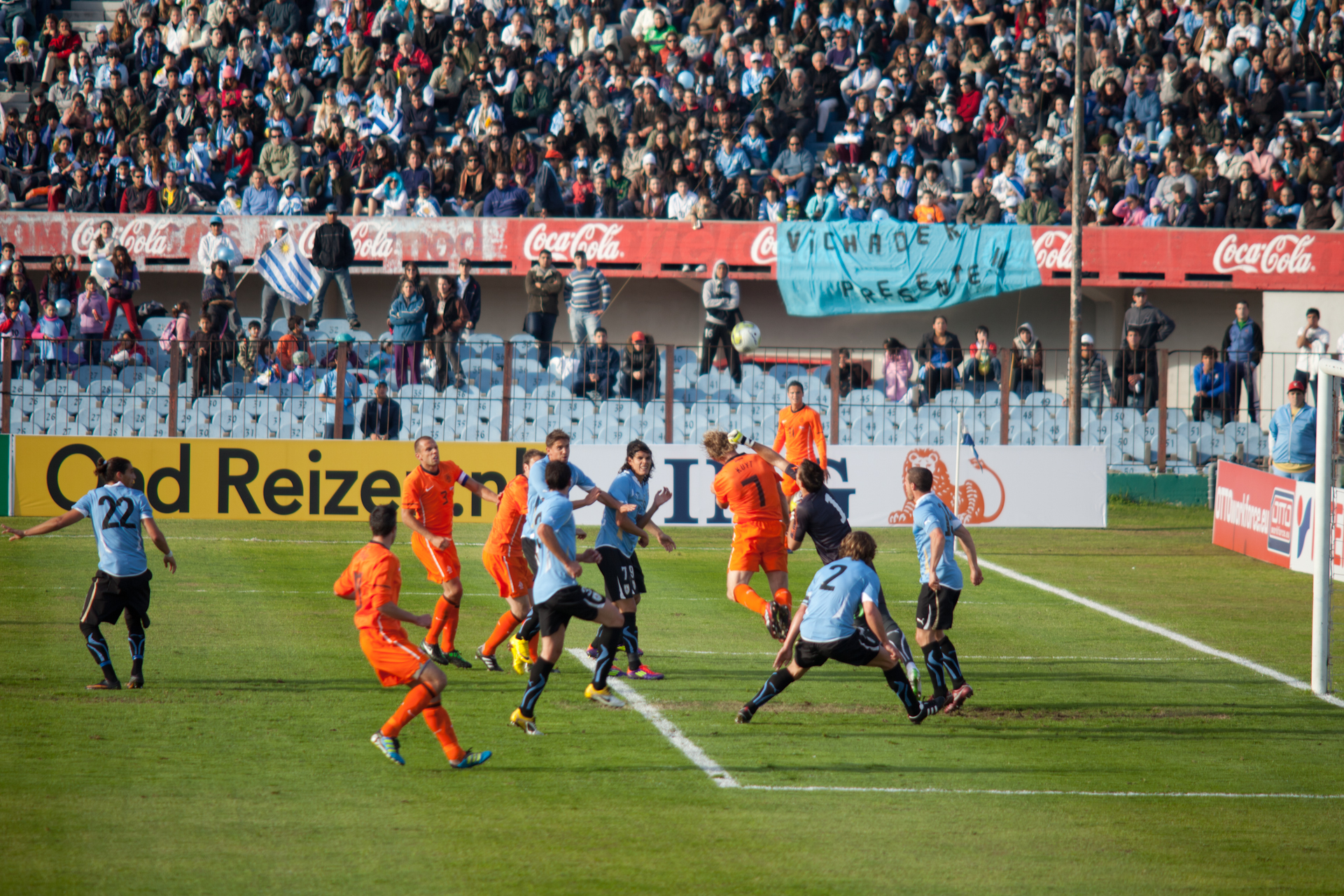
Amistoso entre Uruguay y Países Bajos.

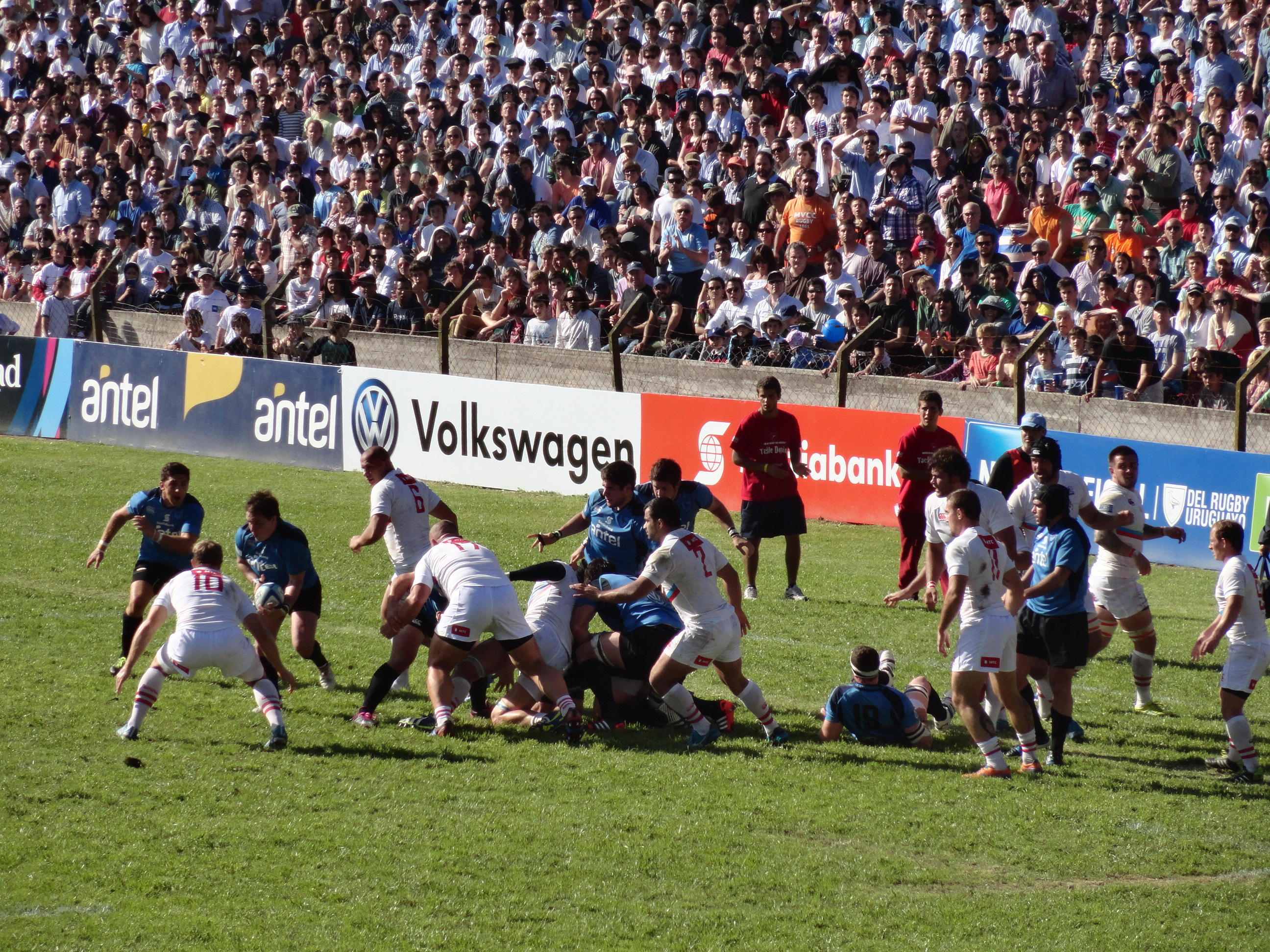
Partido de repechaje por la Copa Mundial de Rugby 2015 entre Uruguay y Rusia

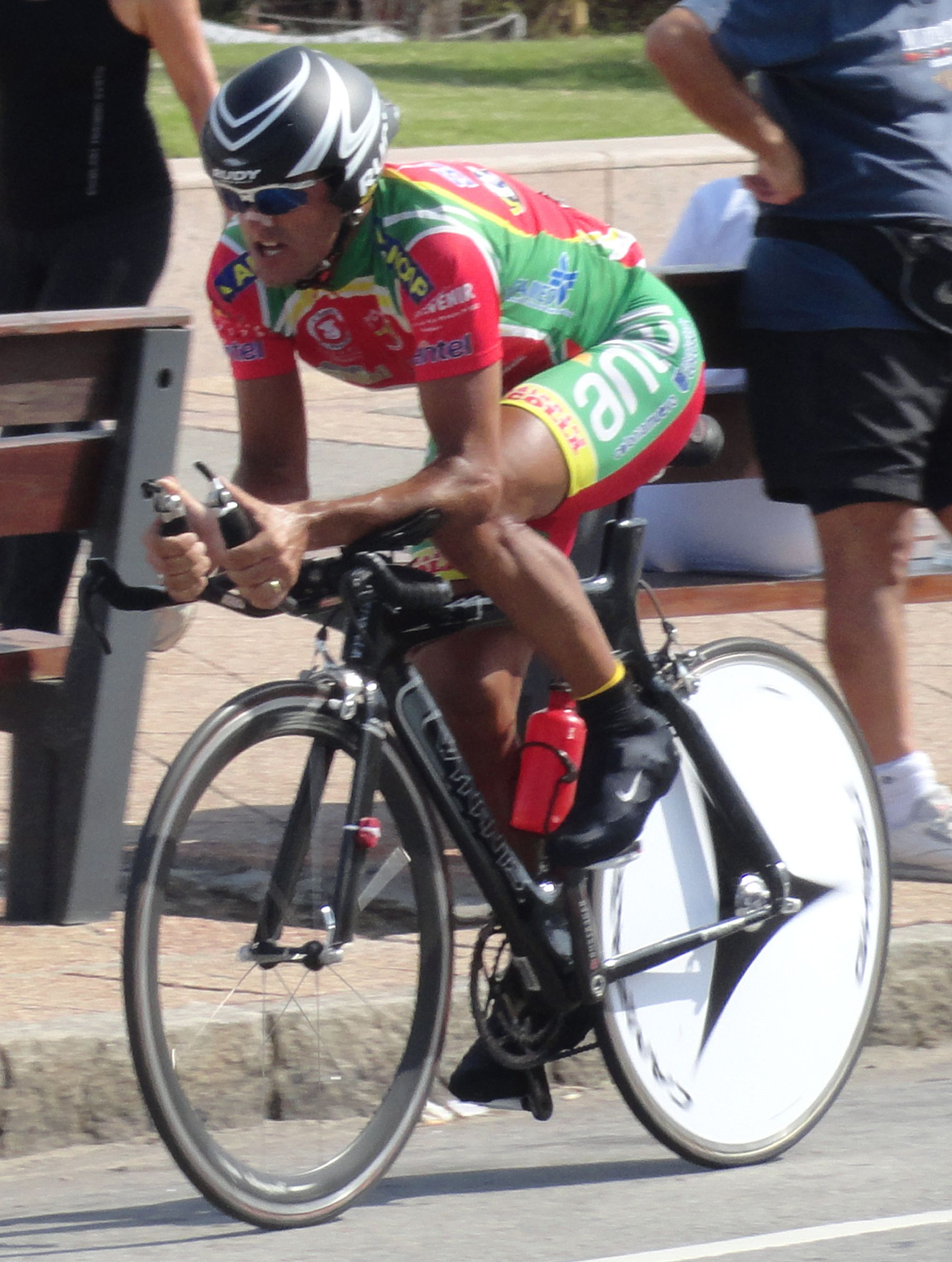
Milton Wynants logró la medalla de plata en los Juegos Olímpicos de Sídney 2000 durante la prueba de ciclismo en pista, en la carrera por puntos, la cual era la primera medalla para Uruguay en los Juegos desde hacía 36 años

## Historia
Desde la era precolombina los guaraní practicaban un deporte de pelota de goma (producto de origen americano) jugada exclusivamente con el pie, que ha sido considerado uno de los antecedentes del fútbol. es probable que los charrúas también hubiesen conocido este deporte a través de los primeros.
Durante la colonización española (siglo XVI-siglo XIX), el palín y los otros deportes indígenas de palo, se mestizaron con la chueca castellana y se difundió ampliamente en las poblaciones mestizas, masculinas y femeninas en la región del Río de la Plata y Chile. Aparecieron también deportes a caballo creados por los gauchos, entre los que sobresalió el pato, las carreras cuadreras y la jineteada gaucha. Durante la revolución oriental (1810-1816), los deportes gauchescos alcanzaron difusión regional. Los conquistadores españoles también introdujeron las corridas de toros y las bochas. Mientras que las corridas de toros decayó hasta ser prohibida, las bochas serán muy populares hasta los tiempos presentes.
En el siglo XIX, comenzó a practicarse el deporte en su modalidad moderna, reglado y organizado a partir de asociaciones deportivas locales y nacionales, insertas federaciones mundiales.
Los ingleses introdujeron el fútbol en el SXIX junto con los ferrocarriles, el primer partiddo se juega en 1878.
El país ha albergado la Copa Mundial de Fútbol de 1930, y el Campeonato Mundial de Baloncesto de 1967. Por otro lado posee competiciones anuales como la Primera División de Uruguay, la Liga Uruguaya de Básquetbol, la Vuelta Ciclista de Uruguay, las Rutas de América, el Gran Premio de Punta del Este y el Seven de Punta del Este.
A diciembre de 2019, en Uruguay hay 55 federaciones nacionales deportivas con 236 000 deportistas. Hay 160 000 futbolistas, de los cuales el 6,5% son mujeres. De los restantes 75 000 deportistas, el 29% son mujeres.
A nivel amateur, el sitio que congrega más deportistas a diario es la rambla de Montevideo, donde la gente corre, anda en bicicleta o patines y práctica deportes de playa.

## Organizaciones
El Comité Olímpico Uruguayo cuenta con 34 federaciones afiliadas, mientras que Confederación Uruguaya de Deportes cuenta con 52 federaciones afiliadas.
La Liga Universitaria de Deportes, fundada en el año 1914 y afiliada a la Federación Internacional del Deporte Universitario, nuclea en 2011 a 8.000 deportistas amateurs de nueve disciplinas. La Asociación Deportiva de Integración Colegial, fundada en 1966, organiza torneos en los que compiten 9.000 alumnos y 3.000 padres de 77 instituciones educativas de Montevideo, en su mayoría privadas.

## Por deporte

### Fútbol

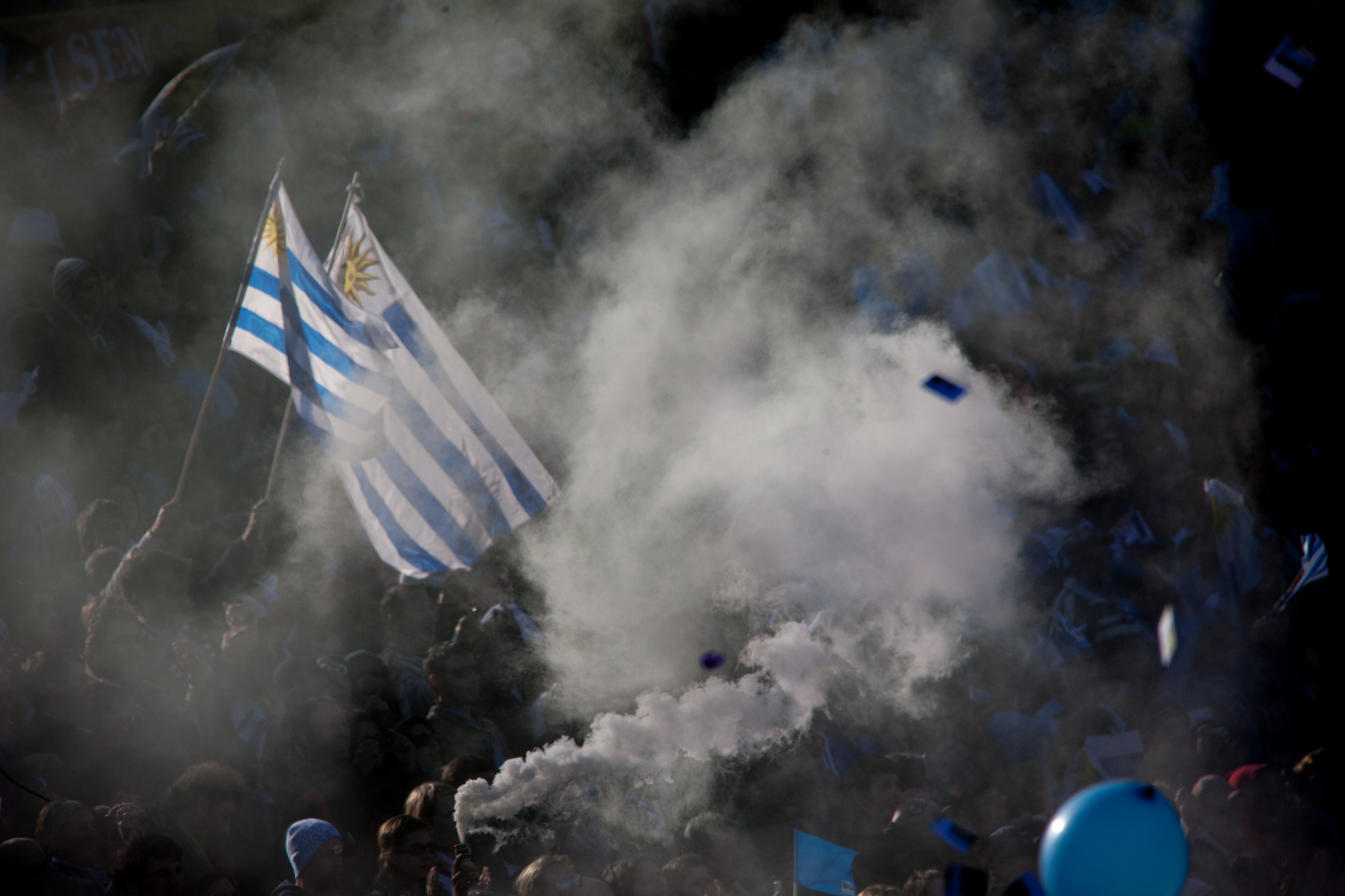
Banderas en el partido entre la selección uruguaya de fútbol y su similar de Venezuela, en junio de 2012.

Uruguay, con una rica historia deportiva reconocida a nivel mundial, que destaca por ser un país pequeño con una población que ronda apenas los 3 millones de habitantes, habiendo cosechado muchos títulos tanto continentales como mundiales, logros de gran jerarquía y otros récords que hasta la fecha ninguno o muy pocos países han sabido igualar. El fútbol es el deporte más popular del país.
El primer partido de fútbol en la historia de Uruguay se disputó en 1878 entre el Montevideo Cricket Club ante la tripulación de un barco inglés. En 1881 se disputó el primer partido interclubes entre el Montevideo Cricket Club y el Montevideo Rowing.
La selección uruguaya cuenta con dos Copas Mundiales: la de 1930 y de 1950; dos Juegos Olímpicos, en el 1924 y 1928 y 15 Copas América (Uruguay tiene el récord histórico compartido con Brasil y Argentina de títulos a nivel mundial).
El campeonato de Primera División se comenzó a disputar en el año 1900. El equipo con más campeonatos Club Atlético Peñarol con 53 Campeonatos Uruguayos, seguido del Club Nacional de Football con 49. Estos clubes son rivales históricos, y disputan entre sí el clásico del fútbol uruguayo. Además se han destacado a nivel internacional, obteniendo entre ambos ocho Copas Libertadores y seis Copas Intercontinentales, además de una larga lista de títulos internacionales.
El Estadio Centenario que fue sede de la Copa Mundial de Fútbol de 1930 fue reconocido por la FIFA como Monumento Histórico del Fútbol Mundial.
Más de 60.000 niños de todo el país compiten en las ligas de baby fútbol de la Organización Nacional de Fútbol Infantil (ONFI).
Véase también:
- Selección de fútbol sala de Uruguay
- Selección de fútbol playa de Uruguay
- Selección femenina de fútbol de Uruguay

### Futsal
El futsal fue inventado por Juan Carlos Ceriani, profesor de educación física de Asociación Cristiana de Jóvenes de Montevideo. La Federación Uruguaya de Fútbol de Salón ha competido en la Campeonato Sudamericano de Fútbol de Salón desde su edición inaugural en 1965, mientras que la AUF debutó en la Copa América de Futsal en 1995. Uruguay participó en varias ocasiones del Campeonato Mundial de Futsal de FIFA, y el de AMF (Asociación Mundial del Futsal, antiguamente llamada FIFUSA, Federación Internacional del Futsal).

### Básquetbol

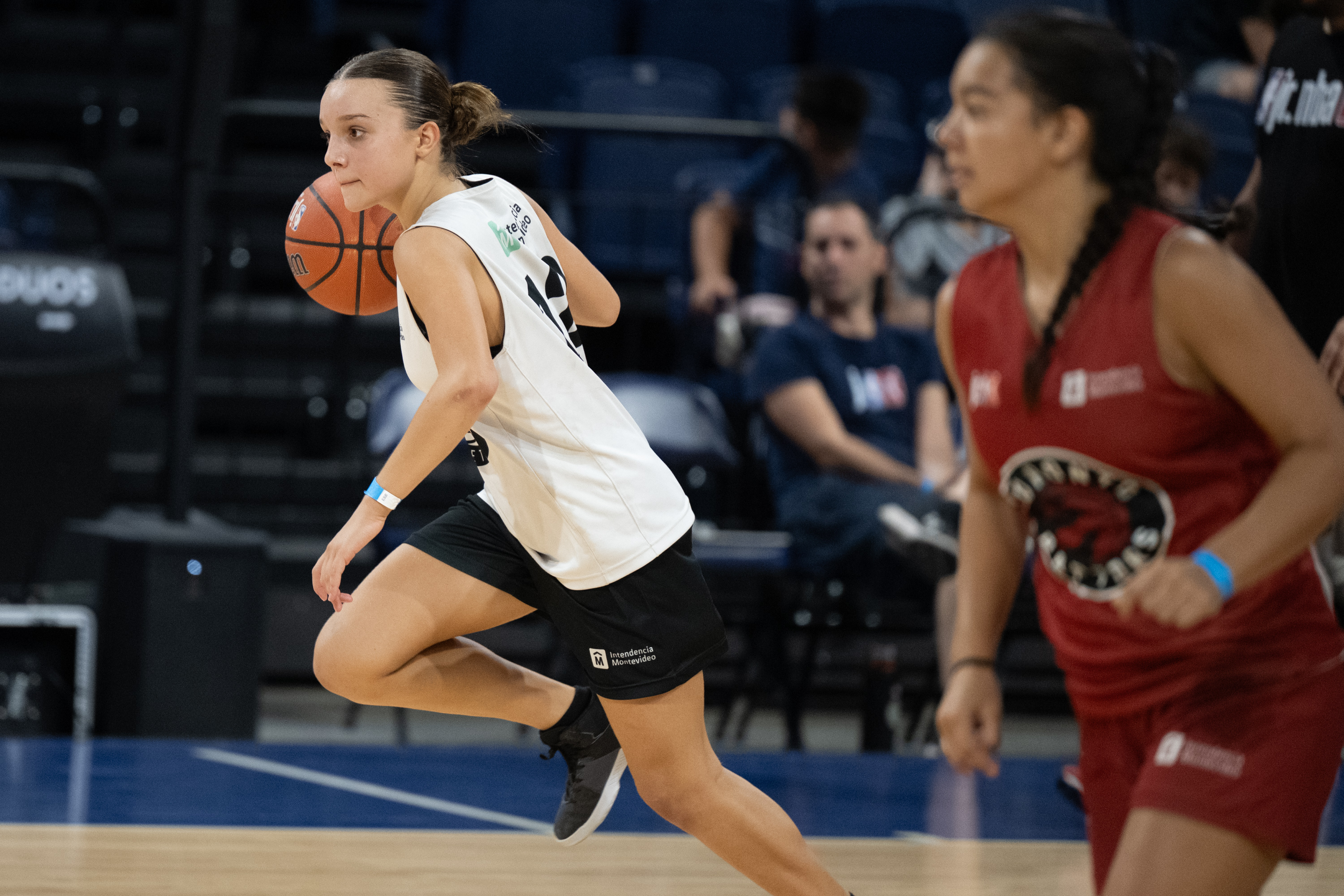
Final del Torneo Jr. NBA, 15/03/2025, Antel Arena, Montevideo

La selección de baloncesto de Uruguay es el tercer equipo que más veces ha ganado el Campeonato Sudamericano de mayores, por detrás de Brasil y de Argentina, con un total de 12 títulos. Además obtuvo dos medallas de bronce en los Juegos Olímpicos de Helsinki 1952 y Melbourne 1956, y una medalla de bronce en los Juegos Panamericanos de 2007.
Con el paso de los años, el baloncesto se consolidó como el segundo deporte en la preferencia de los uruguayos, lo que permitió la supervivencia de la FUBB con plena vigencia.
La Liga Uruguaya de Básquetbol (LUB) comenzó a disputarse en 2003. Antes de esa fecha, los campeonatos de básquetbol en Uruguay eran únicamente federales y no había una competición que reuniera a todos los clubes del país.

### Billar
En este deporte, Uruguay tuvo un gran actuación, sobre todo en el Billar Italiano conocido como Five Pin Billards, regido internacionalmente por FIBIS (Federación Internacional del Billar Italiano Deportivo) donde Anselmo Berrondo  en 1968 fue campeón mundial

### Boxeo

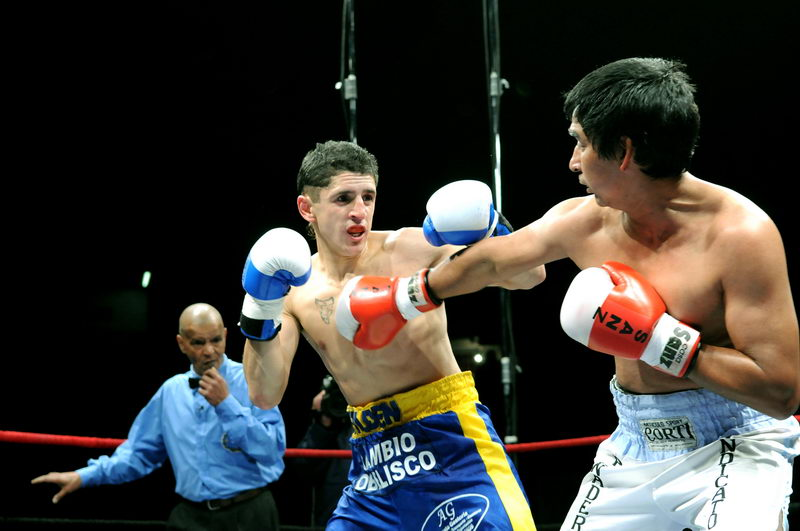
Boxeo en el Palacio Peñarol de Montevideo, Uruguay.

El boxeo logró una medalla de bronce en los Juegos Olímpicos de Tokio 1964 a través del púgil Washington Cuerito Rodríguez en la categoría Peso gallo.
Entre los máximos exponentes de este deporte en Uruguay se encuentran: Alfredo Evangelista, Dogomar Martínez, Caril "Ratón" Herrera, José María Flores Burlón y Chris Namús.

### Ciclismo
Es un deporte popular que se desarrolla en todos los departamentos. Como competencias de ruta, son tradicionales la Vuelta Ciclista del Uruguay y Rutas de América, las cuales recorren todo el país con buena aceptación de público, recibiendo con entusiasmo a los competidores de estas carreras. En ellas participan clubes de Uruguay y equipos invitados de otros países.
En cuanto a sus exponentes, destaca el tercer puesto logrado por Rubén Etchebarne, Juan José Timón, Vid Cencic y René Pezzati en la prueba contrarreloj por equipos en el Campeonato Mundial de Ciclismo en Ruta de 1962, y en el ciclismo de pista se destaca la medalla de plata obtenida por Milton Wynants en la prueba por puntos de las olimpiadas de Sídney 2000. Timón, Héctor Raúl Rondán, Mariano De Fino, Fabricio Ferrari, Mauricio Moreira y Eric Fagúndez son los únicos ciclistas uruguayos que han competido en equipos profesionales europeos de ruta. Ferrari ganó la clasificación de la montaña en el Vuelta a Portugal 2011, válida por el UCI Europe Tour. Moreira ganó la Vuelta a Portugal 2022, válida por el UCI Europe Tour. Fagúndez finalizó segundo en la Vuelta al Lago Qinghai 2023, válida por la UCI ProSeries.

### Jineteadas

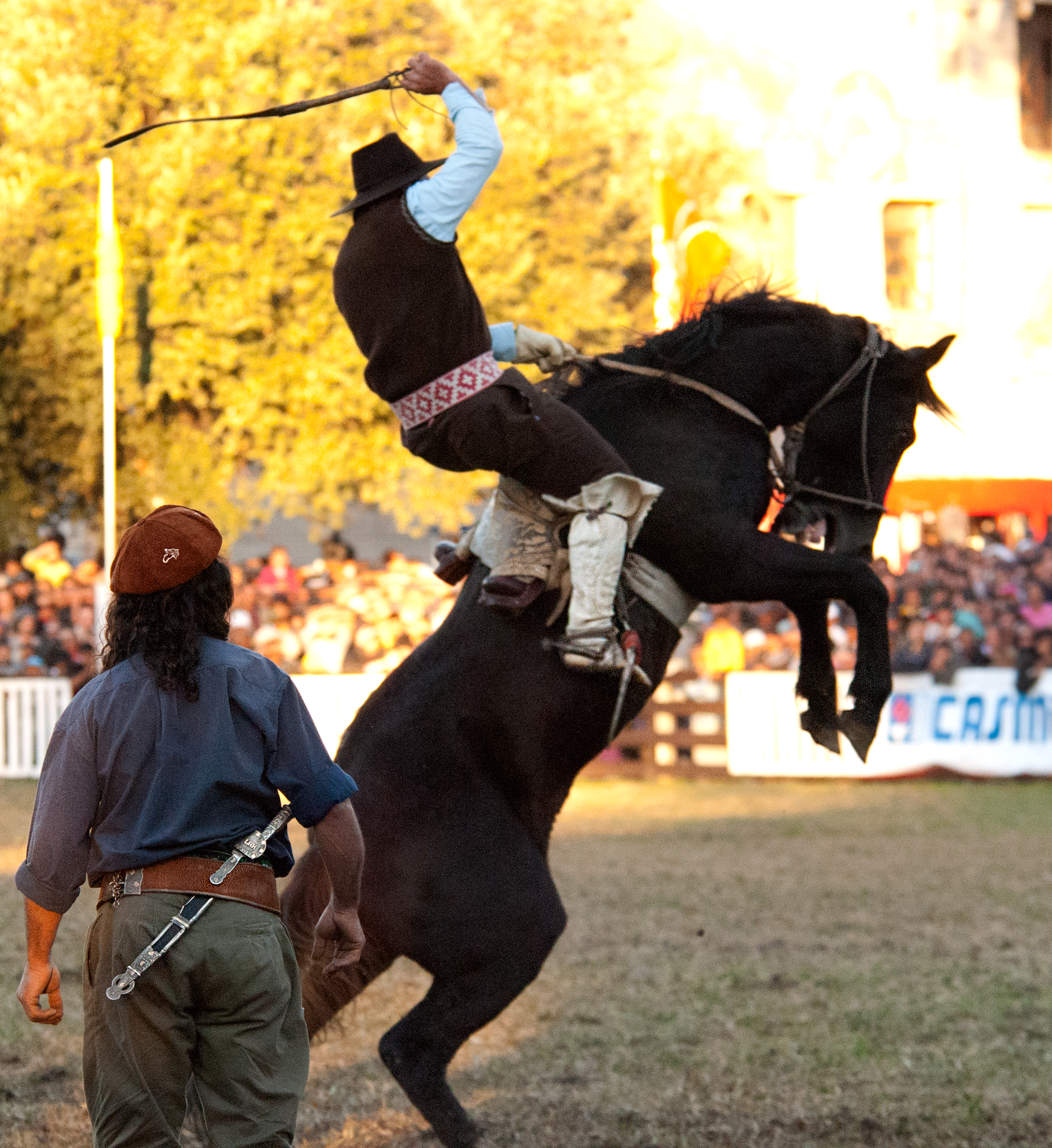
Jineteada en la Criolla del Prado en Montevideo, Uruguay, 23/4/2011

Las jineteadas son un deporte tradicional muy popular en Uruguay y se practican en muchos festivales en todos los departamentos. El más importante de todos sin dudas es la Fiesta de la Criolla del Prado de Montevideo, organizada la Asociación Rural Uruguaya y que se realiza en el barrio Prado de Montevideo en el predio de la misma organización.
El deporte ha generado controversia reciente debido al planteo de las organizaciones en defensa de los animales en torno al bienestar animal y al trato de los caballos; como consecuencia, se ha eliminado el uso de espuelas en estas jineteadas.

### Rugby
El rugby se introdujo en la década del 60 y está alcanzando cada vez más popularidad entre los uruguayos. La selección de rugby de Uruguay, denominada Los Teros, alcanzó la clasificación para las ediciones 1999, 2003, 2015 y 2019 de la Copa del Mundo de Rugby. Es la segunda selección más fuerte de las Américas detrás de Argentina, a la que nunca venció en partidos oficiales. En Punta de Este se han disputado fechas de la Serie Mundial de Seven de la IRB.
Una hecho tristemente relacionado con este deporte fue el Vuelo 571 de la Fuerza Aérea Uruguaya.

### Deporte motor
Cuatro pilotos uruguayos han competido en la Fórmula 1: Eitel Cantoni, Asdrúbal Fontes Bayardo, Óscar González y Alberto Uria. Los dos últimos compartieron butaca en el Gran Premio de Argentina de 1956 y llegaron 6.º. Gonzalo Rodríguez ganó carreras de la Fórmula 3000 Internacional en Nürburgring, Spa-Francorchamps y Mónaco y finalizó tercero en las temporadas 1998 y 1999. Consiguió un lugar en el Team Penske de la serie CART, donde finalizó 12.º en su debut, pero falleció al chocar entrenando en su segunda participación. Santiago Urrutia fue subcampeón de la Indy Lights y ganó tres carreras de la Copa Mundial de Turismos.
Uruguay ha sido potencia en el rally sudamericano. El piloto más destacado de la especialidad ha sido Gustavo Trelles quien fue tetracampeón de la Copa de Rally Grupo N de la FIA entre 1996 y 1999, fue vicecampeón de la misma en 1990, 2000 y 2001, y quedó noveno en el Campeonato Mundial de Rally de 1993 con un cuarto lugar en el Rally de Argentina como actuación más destacada. El Gran Premio 19 Capitales se disputó, con un recorrido de más de 2.000 kilómetros. El Rally del Lago (1985-1992) y el Rally del Atlántico (1994-presente), disputados en el sureste del país, han sido fechas habituales del Campeonato Sudamericano de Rally.
Los tres autódromos más importantes de la actualidad son El Pinar, Mercedes y Rivera, en tanto que varias ciudades han albergado carreras callejeras, incluyendo Montevideo, Punta del Este y Piriápolis. Varios de los principales campeonatos argentinos y sudamericanos de automovilismo han disputados fechas en el país, en especial el Turismo Carretera, el TC 2000, el Turismo Nacional, el TCR South America, la Fórmula 1 Mecánica Argentina, la Fórmula 2 Codasur y la Fórmula 3 Sudamericana, así como torneos internacionales de karting y motociclismo. A la inversa, varios pilotos uruguayos han competido en Argentina al máximo nivel, más recientemente Juan Ignacio Cáceres, José Pedro Passadore, Mauricio Lambiris y Marcos Landa.
En la actualidad, Uruguay posee campeonatos nacionales de automovilismo de velocidad, motociclismo de velocidad, rally, motocross y karting. AUVO se encarga de organizar las competiciones de automovilismo de velocidad.

### Tenis
Los tenistas uruguayos masculinos más exitosos han sido Diego Pérez, Marcelo Filippini, Pablo Cuevas y Ariel Behar. Diego Pérez ganó un torneo ATP individual y llegó al puesto número 27 del ranking ATP. Filippini por su parte alcanzó la 30.ª colocación en la lista mundial en 1990, ganó cinco torneos ATP individuales, y llegó a cuartos de final del Torneo de Roland Garros de 1999. Cuevas ha ganado un torneo ATP 500 y cinco torneos ATP 250 individuales, y en agosto de 2016 alcanzó el 19.º puesto del ranking mundial individual. Además ganó el torneo de dobles masculinos del Roland Garros 2008, llegando al puesto número 14 del ranking mundial de dobles. Behar ganó en dobles un torneo ATP 250.
La tenista Fiorella Bonicelli ganó el título de dobles mixtos del Torneo de Roland Garros de 1975 y el título de dobles de Roland Garros 1976; en individuales alcanzó cuartos de final de Roland Garros y octavos de final en tres torneos de Grand Slam.
El equipo de la Copa Davis ha competido desde 1931 en los distintos grupos americanos, en concreto el Grupo I desde 2008. El equipo de la Copa Fed existe desde 1972, donde alcanzó octavos de final en su debut y en 1976.

### Fútbol americano
El fútbol americano, si bien se practica desde hace 11 años en Uruguay, está apenas naciendo. Actualmente existe la LUFA (Liga Uruguaya de Football Americano) la cual cuenta con 5 equipos (Goldenbulls, Emperadores, Barbarians, Spartans y Cuervos).

### Vela
El yachting y el remo son dos deportes populares. Las instituciones más importantes son el Yacht Club Uruguayo y el Montevideo Rowing Club. Ricardo Fabini ganó un mundial en el prestigioso clase snipe
Trofeos Hub E. Isaacks y O'Leary

### Atletismo
Uruguay ha conseguido cinco medallas en atletismo en los Juegos Panamericanos, aunque ninguna de oro.
Estrella Puente fue plata en jabalina en México 1955; Albertino Ethechurry fue bronce en 3000 metros con obstáculos en San Pablo 1963; Darwin Piñeyrúa fue bronce en lanzamiento de martillo en Cali 1971; Ricardo Vera fue plata 3000 metros con obstáculos en La Habana 1991; y Déborah Gyursek fue bronce en salto con garrocha en Winnipeg 1999.
Isabelino Gradín fue múltiple medallista de oro sudamericano y latinoamericano en 100m 200 y 400 metros. Andrés Silva, especialista en 400 metros llanos y vallas, ha logrado numerosos oros en torneos sudamericanos e iberoamericanos, y ha competido en los Juegos Olímpicos y campeonatos mundiales.
Las carreras de fondo tradicionales del atletismo uruguayo son la Carrera de San Fernando (Maldonado/Punta del Este), la Corrida Doble San Antonio (Piriápolis) y la Corrida San Felipe y Santiago (Montevideo). En el año 2000 se disputó por primera vez la Nike 10k Montevideo con unos 4.000 inscriptos, los cuales fueron creciendo hasta superar los 8.000 a fines de la década. Luego aparecieron otras carreras similares en Montevideo, entre ellas la Reebok 10 km.
También han comenzado organizarse carreras de maratón y media maratón en Montevideo y otras ciudades. También se realiza la Half Iron Punta y la Iron Punta, con 400 inscriptos.

## Juegos internacionales
La delegación de Uruguay en los Juegos Olímpicos ha conseguido dos medallas de oro en fútbol en 1924 y 1928. También ha logrado dos platas y seis bronces en las disciplinas de baloncesto, boxeo, ciclismo y remo.
En tanto, el equipo de Uruguay en los Juegos Panamericanos ha obtenido 12 medallas de oro, 26 de plata y 47 de bronce, ubicándose en el 15.º puesto del medallero histórico.

## Deportistas destacados
Los Premio Charrúa son las distinciones que el Círculo de Periodistas Deportivos del Uruguay otorga anualmente desde 1972. El mayor premio es el Charrúa de Oro, que premia al deportista más destacado del año, aunque en ocasiones se han elegido más.
En diciembre de 2010, como parte de los festejos por los 100 años de la camiseta celeste, se distinguieron a unos 70 deportistas vivos en representación de cada deporte.
Fútbol americano
- Crespi Campomar

Atletismo
- Albertino Ethechurry
- Isabelino Gradín
- Déborah Gyursek
- Emiliano Lasa
- Estrella Puente
- Darwin Piñeyrúa
- Andrés Silva
- Ricardo Vera
- Heber Viera
- Déborah Rodríguez
- María Pía Fernández
- Santiago Catrofe
- Nicolás Cuestas
- Martín Cuestas
- Andrés Silva

Automovilismo
- Gonzalo Rodríguez
- Gustavo Trelles
- Santiago Urrutia
- Maite Cáceres

Baloncesto
- Esteban Batista
- Marcelo Capalbo
- Bruno Fitipaldo
- Leandro García Morales
- Jayson Granger
- Horacio López Usera
- Martín Osimani

Boxeo
- Cecilia Comunales
- Dogomar Martínez
- Chris Namús
- Gastón Reyno
- Amílcar Vidal

Ciclismo
- Eric Fagúndez
- Fabricio Ferrari
- Atilio François
- Federico Moreira
- Milton Wynants

Fútbol
- Ángel Romano
- José Leandro Andrade
- José Nasazzi
- Héctor Scarone
- Héctor Castro
- Pedro Petrone
- Severino Varela
- Obdulio Varela
- Juan Alberto Schiaffino
- Alcides Ghiggia
- Ladislao Mazurkiewicz
- Schubert Gambetta
- Roque Gastón Máspoli
- Fernando Morena
- Juan Ramón Carrasco
- Hugo De León
- Enzo Francescoli
- Rubén Sosa
- Diego Forlán
- Fabián Carini
- Paolo Montero
- Luis Suárez
- Álvaro Recoba
- Antonio Pacheco
- Marcelo Zalayeta
- Diego Lugano
- Fernando Muslera
- Martín Cáceres
- Paolo Montero
- Edinson Cavani
- Diego Godín
- José María Giménez
- Federico Valverde
- Ronald Araújo
- Rodrigo Bentancur
- Darwin Núñez
- Manuel Ugarte

Golf
- Fay Crocker

Hípica
- Pablo Falero
- Irineo Leguisamo

Natación
- Carlos Scanavino
- Ana María Norbis

Polo
- David Stirling

Remo
- Bruno Cetraro
- Felipe Klüver

Tenis
- Fiorella Bonicelli
- Marcelo Filippini
- Diego Pérez
- Pablo Cuevas

 Vela 
- Dolores Moreira

 Yudo 
- Mikael Aprahamian

## Medios de comunicación

### Prensa
En junio de 1881, la revista El Eco del Rowing publicó la primera crónica de un partido de fútbol, describiendo la victoria del Montevideo Rowing ante el Montevideo Cricket.
A principios del siglo XX, los diarios tenían sección deportiva, y en la década de 1960 aparecieron los suplementos deportivos. Los periódicos deportivos más antiguos que se conocen son del año 1902: Sports y Uruguay Football, este último autoproclamado la primera revista especializada en fútbol de América del Sur. En 1909 se lanzó Carreras y football, que dedicaba especial énfasis a las carreras de caballos. Mundo Uruguayo,  publicada desde 1919 hasta 1967, solía presentar fotografías de eventos deportivos.

### Radio
La primera transmisión deportiva por radio en Uruguay estuvo a cargo de Claudio Sapelli, que retransmitió los detalles del partido de fútbol entre Uruguay y Brasil el 1 de octubre de 1922, en la azotea del diario El Plata. Con un potente receptor captaba relatos de radios brasileras, leía cables e imaginaba el encuentro por el sudamericano que se desarrollaba en Río de Janeiro.
La primera transmisión en vivo se cree que la realizó la Radio Sud América General Electric desde el Estadio Parque Central en 1924. En 1925 se transmitió un clásico entre los clubes Nacional y Peñarol.
Ignacio Domínguez Riera y Emilio Elena transmitieron en 1930 el primer Mundial de Fútbol que se desarrollaba en Montevideo por la radio pública Sodre. En esa década Juan Enrique de Feo inició el relato de varios deportes en la radio La Voz del Aire (actualmente Nuevo Tiempo). En 1933 se lanzó la radio Sport, dedicada al deporte, que en 1939 inició las transmisiones móviles de la Vuelta Ciclista del Uruguay.
Las radios conforman cadenas para realizar transmisiones de competiciones de fútbol, ciclismo y automovilismo, destacándose Cooperativa de Radioemisoras del Interior y Red Oro.

### Televisión
El 14 de junio de 1964, Canal 10 emitió el primer partido de fútbol en directo desde el Parque Viera entre Racing y Sud América, con relatos de Roberto Fascioli y comentarios de Pedro Cea. Canal 4 fue el primer canal de televisión en transmitir partidos grabados en videotape.
En la década de 1960 aparecieron los primeros programas periodísticos de deportes. Además se estrenaron las transmisiones en directo por microondas para los partidos de clubes uruguayos en la Copa Libertadores jugados en Argentina. En 1969 comenzaron a recibirse las primeras transmisiones por satélite de partidos de fútbol en Europa. La Copa de Oro de Campeones Mundiales (Mundialito de 1980) se filmó a color, pero los canales de televisión uruguayos siguieron emitiendo en blanco y negro hasta 1981.
Desde 1970 hasta 2017 se emitió Estadio Uno, un programa de debate de fútbol conducido por Julio Sánchez Padilla, grabado en la parrillada de su casa durante gran parte de su historia. Desde 1982 hasta 2012, Canal 4 emitió las carreras de automovilismo de la Fórmula 1 con los relatos de Mario Uberti.
A principios de la década de 1990 se habilitó la televisión por cable y microondas al hogar. En 1994, los partidos del Campeonato Uruguayo de Fútbol pasaron a emitirse por TyC Uruguay, una alianza entre TyC Uruguay, una sociedad en la cual participaban Grupo Clarín y Paco Casal. En 1999, Casal pasó a ser el único propietario de los derechos de transmisión del fútbol uruguayo a través de la empresa Tenfield.

## Selecciones nacionales
Uruguay suele utilizar el color celeste en las selecciones de los distintos deportes, a menudo con vivos blancos, negros, rojos o amarillos.
- Selección de baloncesto de Uruguay
- Selección de fútbol de Uruguay
- Selección femenina de fútbol de Uruguay
- Selección de fútbol americano de Uruguay
- Selección de fútbol playa de Uruguay
- Selección de fútbol sala de Uruguay
- Selección femenina de hockey sobre césped de Uruguay
- Selección masculina de hockey sobre césped de Uruguay
- Selección de polo de Uruguay
- Selección de rugby de Uruguay
- Selección de rugby 7 de Uruguay
- Selección juvenil de rugby de Uruguay
- Equipo de Copa Davis de Uruguay
- Selección masculina de voleibol de Uruguay